# Mundo digital
El término mundo digital abarca diversos aspectos y fenómenos relacionados con la tecnología en nuestra vida cotidiana. Incluye la disponibilidad y el uso de herramientas digitales en Internet,  dispositivos digitales, dispositivos inteligentes y otras tecnologías que están interconectadas.También está relacionado con conceptos como la fluidez digital y la alfabetización digital,que definen la habilidad para manejar y comprender estas herramientas tecnológicas.

## Uso académico
Las discusiones sobre humanidades y educación de la 'era digital' tienden a crear variaciones al categorizar y definir la masa de tecnologías mediadas e interacciones humanas que se sugieren como parte del mundo digital. El término 'mundo digital' se emplea libremente como un sustantivo con múltiples significados y variaciones posibles.

## Ejemplos
- Educación en línea: el auge de las plataformas de educación en línea, como Khan Academy y Coursera, permite a estudiantes de todo el mundo acceder a cursos y recursos educativos de forma gratuita, facilitando el aprendizaje a distancia y la mejora de habilidades.
- Comercio electrónico: plataformas como Amazon y EBay han revolucionado la forma en que compramos productos, permitiendo a los consumidores adquirir artículos desde cualquier lugar del mundo, con opciones de entrega a domicilio.
- Banca digital: ha facilitado las transacciones financieras mediante aplicaciones móviles y plataformas como PayPal y Google Pay Send, lo que permite gestionar el dinero de manera rápida, segura y sin necesidad de acudir a una sucursal física.

## Iniciativas de Inclusión Digital
- El uso formal incluye políticas educativas referentes al mundo digital,[4] especialmente en la estandarización del acceso digital.[5] Los niños que sufren la falta de acceso al mundo digital son parte de la brecha digital. El programa One Laptop per Child es un ejemplo de inclusión (mundo digital) para niños que viven en la pobreza y sufren como parte de la brecha digital.
- La Fundación Cibervoluntarios es una ONG española que trabaja para reducir la brecha digital. Desde 2001, facilita el acceso a competencias digitales a personas en situación de vulnerabilidad, promoviendo el uso de la tecnología para mejorar las oportunidades de empleo, participación social y acceso a derechos.
- Los Telecentro [6]son una de las iniciativas clave para la inclusión digital, implementadas en diversas partes del mundo, especialmente en regiones de Iberoamérica, África y Asia. Estos centros de acceso público ofrecen una plataforma para que las comunidades rurales y marginadas puedan utilizar tecnologías digitales e internet, contribuyendo a reducir la brecha digital. Frecuentemente, estos programas son apoyados por gobiernos, ONG y organismos internacionales como la ONU, el Banco Mundial y la Fundación Gates. A través de los telecentros, se promueve el alfabetismo digital y el acceso a recursos educativos, laborales y administrativos, permitiendo que las personas en situaciones de vulnerabilidad se integren plenamente en la era digital.

## Historia
La expresión 'mundo digital' se empleaba en los estudios de ingeniería eléctrica antes de la creación de la World Wide Web. Originalmente se utilizó para describir el predominio de los dispositivos electrónicos digitales frente a los dispositivos electrónicos analógicos. Los artículos sobre el mundo digital se hicieron más comunes en la década de 1990.[cita requerida]